# Authon (Loir-et-Cher)
Authon é uma comuna francesa na região administrativa do Centro, no departamento Loir-et-Cher. Estende-se por uma área de 31,82 km². Em 2010 a comuna tinha 739 habitantes (densidade: 23,2 hab./km²).